# Mediusella bernieri
Mediusella bernieri (Baill.) Hutch. – gatunek roślin z monotypowego rodzaju Mediusella (Cavaco) Hutchinson, należącego do rodziny Sarcolaenaceae, występujący endemicznie w północno-wschodniej części Madagaskaru, na obszarze od masywu Ankotekona do miasta Vohemar.

## Morfologia
PokrójMałe drzewka lub krzewy o wysokości do 8 m. Pień o średnicy do 20 cm. Młode gałązki spłaszczone, nagie; starsze nagie, z białymi przetchlinkami.
LiścieUlistnienie naprzeciwległe. Liście skórzaste, nagie, o wielkości 3–6 × 2–4 cm, jasnozielone z wierzchu i matowozielone do białawych w części spodniej, o blaszce drobno ząbkowanej, szeroko jajowatej, nasadzie zaokrąglonej do sercowatej i wierzchołku tępym do zaokrąglonego, czasami ostrym. Użyłkowanie liścia pierzaste, żyłka główna żółtawa, żyłki boczne 5–12 z każdej strony. Ogonek liściowy o długości 6–11 mm. Przylistki brązowe, nagie, występujące w parach, wolne, wcześnie zrzucane.
KwiatyKwiaty zebrane po 2-3 w wierzchotkę, rzadko pojedyncze. Szypułka o długości 1-2 mm. Wsparte nagą, zieloną, urnowatą okrywą, o długości 3–10 mm i szerokości 3–8 mm, zakończoną 8–10 trójkątnymi ząbkami. Okwiat o długości 1,4–2,2 cm. Działki kielicha trzy, zielone, odwrotnie jajowate, głęboko wcięte, trwałe, nachodzące na siebie, doosiowo często owłosione, odosiowo nagie, zamknięte w okrywie. Pięć płatków korony białych do jasnożółtych, jajowatych, głęboko wciętych, trwałych, wykrzywionych, wyrastających ponad okrywę na długość 7–11 mm. Od 20 do 50  pręcików o długości 6–12 mm, położonych w 1–2 okółkach, na białych do zieleniejących nitkach, wolnych, smukłych, o nierównej długości. Pylniki żółte, z dwoma woreczkami pyłkowymi, pękające przez podłużną szczelinę. Słupek górny, zalążnia jajowata, trójkomorowa, rowkowana, owłosiona, o wysokości 3–7 mm. Szyjka słupka zielona, smukła, naga, o długości 4–8 mm. Znamię żółte, główkowate, o szerokości 2 mm.
OwoceJajowate, rowkowane, o wielkości 6–11 × 4–9 mm, zwykle częściowo zamknięte w cienkiej okrywie, zawierające od 2 do 3 nasion.

## Biologia
Wieloletnie fanerofity i nanofanerofity. Kwitną i owocują od lutego do lipca.

## Ekologia
SiedliskoLasy kserofityczne, na piaskowcach, wapieniach oraz skałach metamorficznych i magmowych, na wysokości od 50 do 300 m n.p.m.

## Systematyka
Gatunek z monotypowego rodzaju Mediusella (Cavaco) Hutchinson, w rodzinie Sarcolaenaceae. W niektórych ujęciach w obrębie rodzaju wyróżniany jest też gatunek Mediusella arenaria (F. Gérard) Hong-Wa, w innych uznawany za synonim Leptolaena arenaria (F.Gérard) Cavaco. Rodzaj Mediusella jest siostrzany dla Xerochlamys.

## Nazewnictwo
Nazwa rodzaju pochodzi od łacińskiego słowa medius, oznaczającego „średni” oraz zdrobniającego formantu -ella i odnosi się do wielkości roślin.
Lokalna nazwa tych roślin w języku malgaskim to zahana.
Synonimy nomenklatoryczne
- Leptolaena bernieri  Baill., Bull. Mens. Soc. Linn. Paris 1: 564 (1886)
- Xerochlamys bernieri  (Baill.) H.Perrier, Bull. Soc. Bot. France 78: 59 (1931).

## Zagrożenie i ochrona
Gatunek zagrożony wyginięciem. Ujęty w Czerwonej Księdze Gatunków Zagrożonych IUCN (2020.2) ze statusem EN. Roślina występuje w 5 lokalizacjach na obszarze 108 km². Znanych jest 9 subpopulacji tego gatunku, z których cztery występują na obszarach chronionych. Odnotowywany jest ciągły spadek liczebności roślin tego gatunku z powodu niszczenia siedlisk w wyniku działalności rolniczej, pożarów i eksploatacji drewna.